# Рихнови (Поморське воєводство)
Рихнови (пол. Rychnowy) — село в Польщі, у гміні Члухув Члуховського повіту Поморського воєводства.
Населення — 724 особи (2011).
У 1975-1998 роках село належало до Слупського воєводства.

## Демографія
Демографічна структура станом на 31 березня 2011 року:
|          | Загалом | Допрацездатний вік | Працездатний вік | Постпрацездатний вік |
| -------- | ------- | ------------------ | ---------------- | -------------------- |
| Чоловіки | 354     | 98                 | 236              | 20                   |
| Жінки    | 370     | 100                | 221              | 49                   |
| Разом    | 724     | 198                | 457              | 69                   |